# Козла (Салаж)
Козла (рум. Cozla) насеље је у Румунији у округу Салаж у општини Летка. Oпштина се налази на надморској висини од 422 m.

## Становништво
Према подацима из 2002. године у насељу је живело 325 становника, од којих су сви румунске националности.